# Lac de l'Ospedale
Le lac de l'Ospedale est un lac artificiel de Corse-du-Sud situé au col de l'Ospedale à environ 945 mètres d'altitude, près du village de l'Ospedale sur la commune de Porto-Vecchio. 

## Historique
Le barrage de l'Ospedale a été construit en 1979 afin de créer une retenue de 3 millions de m3 renforçant l'alimentation en eau potable de Porto-Vecchio, troisième ville de Corse, et de toute la zone touristique qui l'environne. Le lac lui-même est devenu un site touristique au sein de la forêt de l'Ospedale. La route qui le borde est également empruntée régulièrement par le critérium international.

## Géographie
De forme oblongue, le lac a une longueur de 1450 m et une largeur variant de 180 à 380 m. Sa profondeur est très faible, ne dépassant pas 8 m au plus près du barrage .
Le lac a pour caractéristique de n'être quasiment pas alimenté par les ruisseaux qu'il draîne mais essentiellement par une conduite forcée provenant de l'Asinao, c'est-à-dire des pentes de l'Incudine, l'eau étant donc détournée du bassin du Rizzanese (côte ouest de la Corse) vers celui de l'Oso (côte est). Il a pour émissaire le ruisseau de Palavesani qui conflue avec le ruisseau de Petra Piana pour former le ruisseau de Piscia di Gallo, connu pour sa cascade, lequel est la branche-mère de l'Oso. 
Curieusement, du fait de son emplacement sur un col-plateau plutôt que dans une vallée, le lac possède à son autre extrémité (sud-ouest) un second émissaire - qui agit comme un trop-plein - et se déverse, lui, vers le ruisseau d'Artoli, tributaire du Stabiacciu par les ruisseaux de Furcone puis de Scopa Piana et enfin la rivière de Bala.

## Images

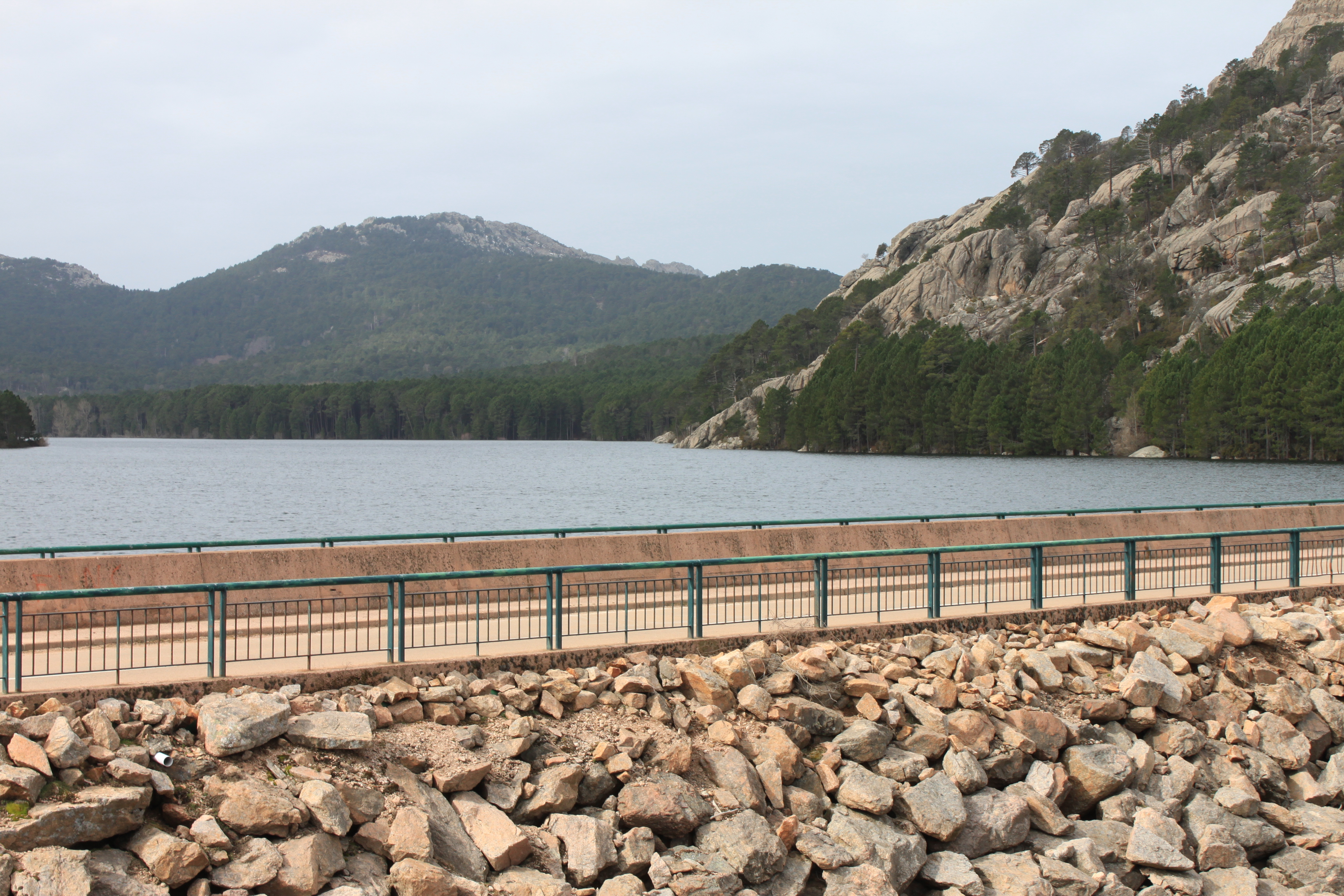
Le barrage, sur lequel passe la route départementale D368.
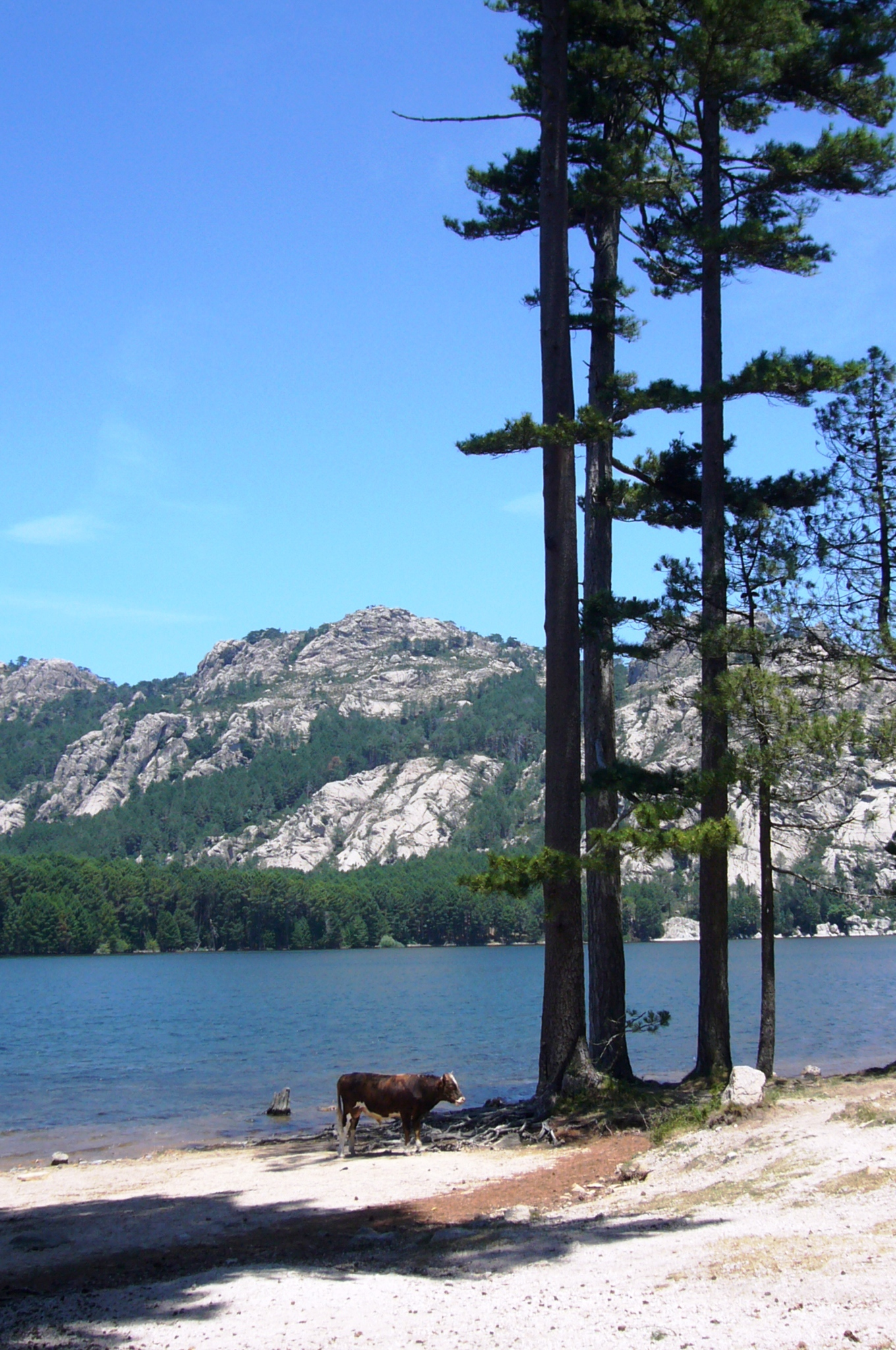
Berges du lac.
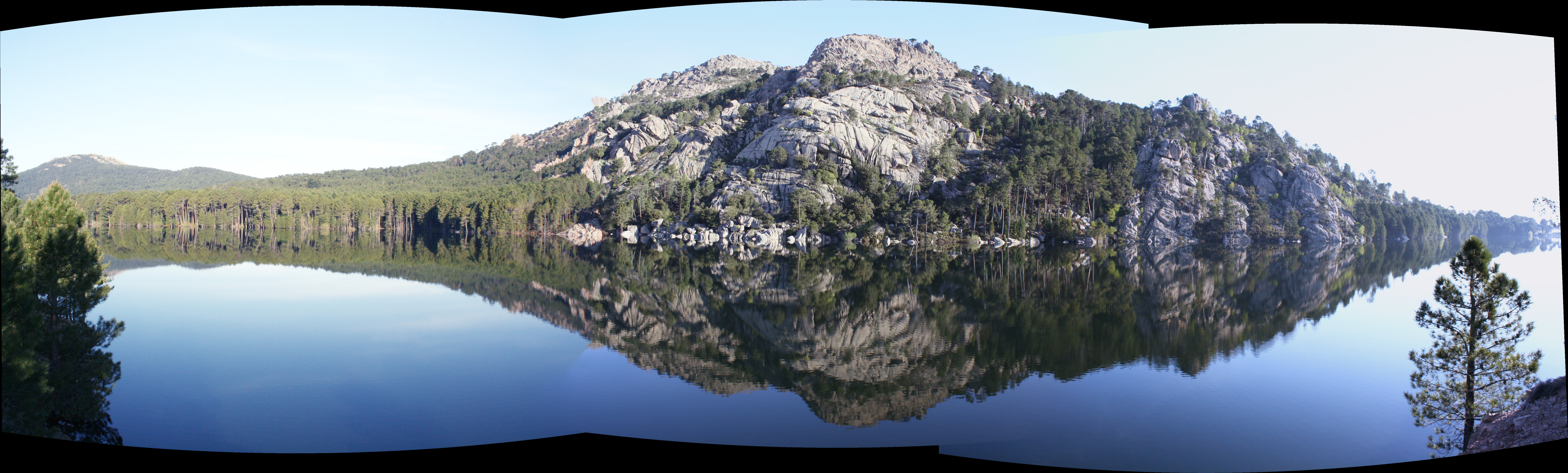
Vue panoramique
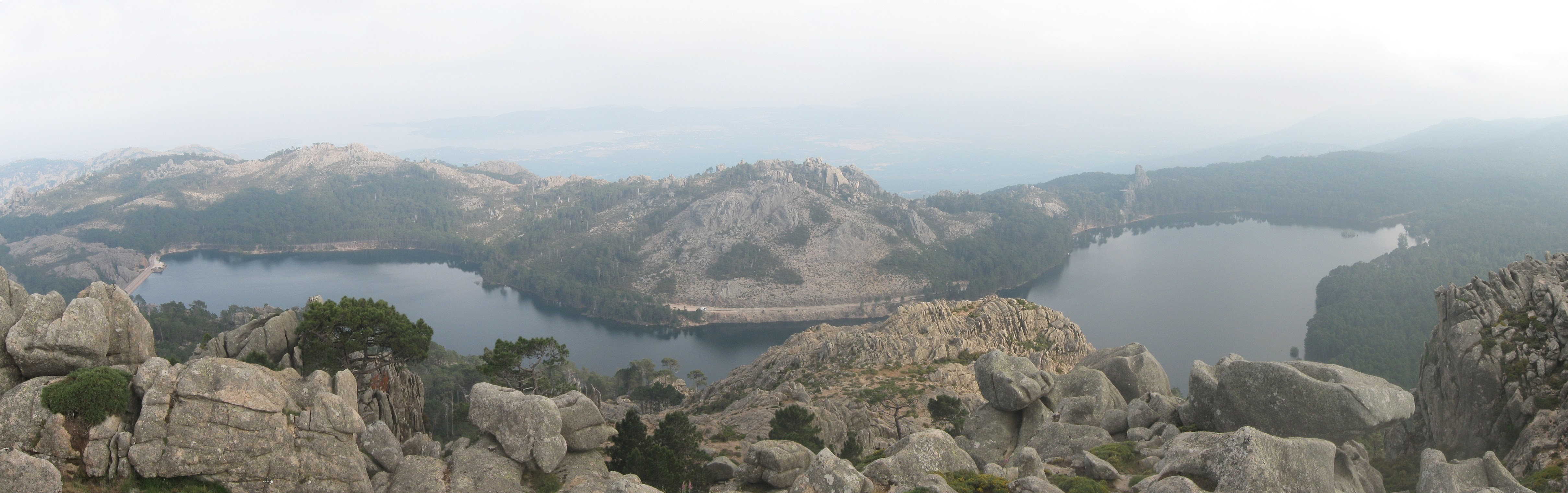
Vue depuis la Punta di U Corbu